# Ptichodis ovalis
Ptichodis ovalis är en fjärilsart som beskrevs av Augustus Radcliffe Grote 1883. Ptichodis ovalis ingår i släktet Ptichodis och familjen nattflyn. Inga underarter finns listade.